# Rinchindorji
Rinchindorji (chinesisch 仁钦道尔吉 / Rinchen Dorje; geb. 1936) ist ein mongolischer chinesischer Mongolist. Er stammt aus der Mongolei und wurde im  Rechten Bairin-Banner in der Inneren Mongolei geboren. Er schloss sein Studium an der Tschoibalsan-Universität in der Mongolischen Volksrepublik ab. Er ist Senior Researcher am Institut für ethnische Literatur (Institute of Ethnic Literature; Abk. IEL) der  Chinesischen Akademie der Sozialwissenschaften (engl. Abk. CASS). Seine Forschungen sind der mongolischen Literatur und Epik gewidmet, wo er durch zahlreiche Artikel, Abhandlungen und Bücher hervorgetreten ist.
1978 trat er dem chinesischen Schriftstellerverband (Zhongguo zuojia xiehui 中国作家协会) bei.

## Publikationen (Auswahl)
- Menggu yingxiong shishi yuanliu lun (On Origin and Development of Mongolian Hero Epics, 2001)
- Jianggeer lun (On Epic Jangar 1999)
- Jianggeer: Zhongguo shaoshu minzu yingxiong shishi (Jangar: A Hero Epic from China Ethnic Minority Traditions 1990)
- Mengguzu minjian wenxue lunwen ji (A Collection of Papers on Mongolian Folk Literature 1986)